# سانتياغو لوبيز (لاعب كرة قدم)
سانتياغو لوبيز (بالإسبانية: Santiago López)‏ هو رياضي ولاعب كرة قدم أرجنتيني، ولد في 19 أبريل 1989 في بيرازاتيغي في الأرجنتين. لعب مع CSyD Tristán Suárez ‏.

## وصلات خارجية
- سانتياغو لوبيز على موقع قاعدة بيانات كرة القدم.إي يو (الإنجليزية)
- سانتياغو لوبيز على موقع Soccerway.com (الإنجليزية)